# Rotava
Rotava (en allemand : Rothau) est une ville du district de Sokolov, dans la région de Karlovy Vary, en Tchéquie. Sa population s'élevait à 2 798 habitants en 2024.

## Géographie
Rotava se trouve dans les monts Métallifères, à 15 km au nord-nord-ouest de Sokolov, à 23 km à l'ouest-nord-ouest de Karlovy Vary et à 136 km à l’ouest de Prague.
La commune est limitée par Stříbrná au nord, par Šindelová à l'est, par Jindřichovice et Oloví au sud, et par Kraslice à l'ouest.

## Histoire
L'extraction du minerai de fer commença dans la région en 1543. La première mention écrite de la localité date de 1552, date à laquelle s'y trouvait un hameau avec un moulin à marteaux. Jusqu'en 1628, la région appartenait à la famille Schlick, puis, au cours des siècles suivants, devint la propriété de la famille Nostitz.
La municipalité de Rotava fut créée au XIXe siècle, grâce à la fusion de plusieurs localités. En 1861, l'installation d'un laminoir à barres entraîna un rapide développement.
Rotava a le statut de ville depuis 1965.

## Administration
La commune se compose de deux sections :
- Rotava
- Smolná

## Transports
Par la route, Rotava se trouve à 19 km de Sokolov, à 28 km de Karlovy Vary et à 155 km de Prague.

## Jumelage
Rotava est jumelée avec : 
- Veitshöchheim, Allemagne.